# Castillo de Gordón
El castillo de Gordón es una antigua fortaleza española situada en la localidad de Los Barrios de Gordón,, perteneciente al municipio de La Pola de Gordón, en la provincia de León.
Se sitúa en una peña dominando el valle del río Bernesga y la calzada que va desde León hasta Gijón, por la ruta del Puerto de Pajares, actualmente convertida en la N-630.
Tiene forma de rectángulo irregular, de unos 90 por 30 metros, y fue construido con sillarejo. Parece haber tenido sólo una única torre. Sus ruinas se reducen a los cimientos de sus muros y un paño de la torre, que apenas descuella dos o tres metros.

## Historia
El castillo de Gordón fue construido por Alfonso III de Asturias y desempeñó un papel fundamental en la rebelión de los hijos de este rey, ya que su esposa, la reina Jimena, se lo entregó a su primogénito, García I de León, en el 910, junto con los castillos de Luna, Alba y Arbolio, tras lo cual logró la abdicación de su padre Alfonso y el ascenso al solio leonés.
En el 944 Ramiro II de León encarceló en Gordón al rebelde conde de Saldaña, Diego Muñoz. Su estancia fue corta, pues ese mismo año prestó de nuevo juramento de fidelidad al Rey y salió de la cárcel.
En el 997 resistió el ataque de las huestes de Almanzor, que intentó tomar la plaza, sin éxito, junto con sus castillos hermanos de Luna, Gordón y Arbolio, que controlaban los valles que permitían acceder a Asturias. Fueron tenentes del castillo Jimeno Velásquiz (1052), Pedro Fernández (1197) y Álvaro Nuñez (1207).
Durante los reinados de Urraca I de León y su hijo el emperador Alfonso VII, su tenencia fue confiada al magnate asturiano Suero Bermúdez, uno de los personajes más leales a la Corona en una época de nobleza tumultuaria.
Fue donado por Alfonso IX de León a su esposa Berenguela de Castilla, junto con otras muchas fortalezas, con los castillos de Luna y Arbolio. Por el Tratado de Cabreros de 1206 pasó al hijo de ambos, el futuro Fernando III de Castilla.
Para evitar que este baluarte leonés en el corazón del reino amenazara su seguridad, el rey de León ordenó su destrucción en 1217, cuando su hijo ascendió al trono de Castilla, al morir Enrique I de Castilla.
Reconstruido con posterioridad, su destrucción definitiva fue resultado de una orden de la Regencia en 1811 mandando destruir todas las fortalezas de interior, a fin de que no sirviesen a los planes de ocupación de los franceses durante la Guerra de Independencia Española.